# В Густині. Церква Петра і Павла
В Густині. Церква Петра і Павла — малюнок Шевченка з альбому 1845 року, виконаний у 1845 році. Зліва внизу напис рукою Шевченка — чорнилом: въ Густыни, нижче олівцем: Петра, Павла. На звороті справа внизу олівцем напис: Monastir Hustyński.
Густинський чоловічий монастир в селі Густиня біля Прилук, на Полтавщині (нині село Прилуцького району, Чернігівської області), заснований у 1600 році, остаточно збудований у 1674 році. Довгий час монастир був закритий і лише з 1843 року почалася його реставрація. Саме це було підставою для О. П. Новицького помилково датувати малюнок 1843 роком, а для всього альбому відповідно визначити широку дату: 1843 — 1845 роки. При цьому О. П. Новицький не врахував, що реставраційні роботи в монастирі тривали кілька років.
В. М. Рєпніна в листі до Шевченка від 10 січня 1845 року пише: 

«Я начала было писать с дороги в Прилуку, куда мы повезли священные останки его [Репнина], т. е. в Густынский монастырь... Там возобновляются церкви, и одну маменька хочет возобновить над ним».

Освячення церкви в Густинському монастирі відбулось вже після закінчення реставраційних робіт — 12 листопада 1845 року.
Про малюнки, виконані в Густині, є згадка Шевченка в повісті «Музикант»: 

«Я изволите видеть, по поручению Киевской археографической комиссии, посетил эти полуразвалины и... узнал, что монастырь воздвигнут... в 1664 г. 1 ...Узнавши все это и нарисовавши, как умел, главные, или святые ворота, да церковь о пяти главах Петра и Павла, да еще трапезу и церковь, где погребен вечныя памяти достойный князь Николай Григорьевич Репнин, да еще уцелевший циклопический братский очаг, — сделавши, говорю, все это, как умел, я на другой день хотел было оставить Прилуки...».